# Con me o contro di me
Con me o contro di me è il 26º album in studio del gruppo musicale Nomadi, pubblicato nel 2006.

## Descrizione
L'album contiene la canzone Dove si va, che ha vinto nella categoria gruppi alla 56ª edizione del Festival di Sanremo. Oltre al succitato brano viene estratto un secondo singolo solo per la programmazione radiofonica, Occhi aperti.
Il brano L'ultima salita è dedicato al ciclista Marco Pantani. 

## Tracce
1. Dove si va – 3:45 (testo: Cristian Cattini, Danilo Sacco, Massimo Vecchi e Giuseppe Carletti – musica: Cristian Cattini, Giuseppe Carletti, Giovanni Salvatori e Massimo Vecchi)
2. Occhi aperti – 4:13 (testo: Giuseppe Carletti e Lorella Cerquetti – musica: Calogero Falzone, Giuseppe Carletti ed Andrea Mei)
3. Non è un sogno – 3:52 (testo: Marzia Vattai e Massimo Vecchi – musica: Marzia Vattai e Giuseppe Carletti)
4. Con me o contro di me – 3:38 (testo: Cristian Cattini, Daniele Campani e Danilo Sacco – musica: Cristian Cattini, Giuseppe Carletti e Giovanni Salvatori)
5. Ancora non so – 4:22 (testo: Lorella Cerquetti e Daniele Campani – musica: Andrea Mei e Giuseppe Carletti)
6. Status symbol – 3:48 (testo: Lorella Cerquetti e Massimo Vecchi – musica: Andrea Mei e Giuseppe Carletti)
7. Ci vuole distanza – 4:52 (testo: Calogero Falzone e Lorella Cerquetti – musica: Andrea Mei e Giuseppe Carletti)
8. L'aviatore – 4:07 (Cristian Cattini, Giuseppe Carletti e Massimo Vecchi)
9. Ricomincia così – 4:22 (testo: Diego Pigozzo e Sergio Reggioli – musica: Diego Pigozzo, Giuseppe Carletti e Nicola Pietrogrande)
10. L'ultima salita – 4:41 (testo: Moreno Dapit e Marco Liverani – musica: Marco Liverani, Moreno Dapit e Giuseppe Carletti)

## Formazione
Gruppo
- Danilo Sacco – voce, chitarra
- Beppe Carletti – tastiere
- Cico Falzone – chitarra
- Massimo Vecchi – basso, voce
- Daniele Campani – batteria
- Sergio Reggioli – violino

Altri musicisti
- Paolo Fresu – tromba in Occhi aperti e Ci vuole distanza

## Classifiche
| Classifica | Posizione |
| ---------- | --------- |
| Italia     | 3         |